# Mangeblomstret dværgmispel
Mangeblomstret dværgmispel (Cotoneaster multiflorus) er en mellemstor, løvfældende busk med en lidt åben, overhængende vækstform. Hovedgrenene er tragtformet oprette med uregelmæssigt fordelte sidegrene. Busken fremkalder jordtræthed.

## Beskrivelse
Barken er først behåret og derfor grålig. Senere bliver den mørkerød, og til sidst er den sort og svagt furet. Knopperne er spredte, tiltrykte og tæt behårede. De ser lidt åbne og lasede ud. Bladene er ægformede med hel og bølget rand. Oversiden er grågrøn, mens undersiden er lyst grøn og næsten hårløs. De talrige, hvide blomster sidder samlet i oprette halvskærme ved bladhjørnerne. Duften er kraftig og tung. Frugterne er røde bæræbler, der næsten dækker busken i efteråret. Frøene modner godt og spirer villigt i Danmark.
Rodnettet består af nogle få, men kraftige hovedrødder, der går dybt ned, og af højtliggende, grove siderødder, der kun er let forgrenede. 
Højde x bredde og årlig tilvækst: 3 x 3 m (30 x 30 cm/år). 

## Hjemsted
Mangeblomstret dværgmispel er udbredt i Mellemøsten, Lilleasien, Kaukasus, nordlige Iran, Centralasien, Mongoliet og store dele af Kina. Overalt hører den hjemme i lyse ege/fyrre-blandingsskove og solrige bjergkrat. 
I Zhuweigou dalen i Zhongtiao-bjergene i det sydlige Shanxi, Kina, dvs. inden for Lishan National Nature Reserve (LNNR), vokser arten i højder mellem 1.400 og 2.100 m ved randen af det nordkinesiske lössplateau sammen med bl.a. kvalkved, asiatisk kaki, Crataegus pinnatifida (en art af hvidtjørn), guldgedeblad, hængeforsythia, japansyren, kinesertræ, kinesisk kryddermynte, kinesisk schisandra, Philadelphus incanus (en art af pibeved), rundbladet celaster, sibirisk tusindtop, småbladet syren, spidsbladet dværgmispel, stikkende sølvblad, tofarvet kløverbusk, trelappet spiræa, vinget benved og Vitex negundo (en art af kyskhedstræ)
| Portal | Portal:Botanik |